# Alex Rider (2020)
Alex Rider (estilizado como △LEX RIDER) é uma série de televisão via streaming britânica de ação e espionagem, dirigida por Andreas Prochaska e Christopher Smit e escrita por LGuy Burt. A série estreou na plataforma Amazon Prime Video em 4 de junho de 2020.
A segunda temporada foi lançada no Brasil no dia 3 de dezembro de 2021 e a terceira e última temporada chegou no dia 5 de abril de 2024.

## Sinopse
O adolescente londrino Alex Rider é recrutado pelo Departamento de Operações Especiais, uma subdivisão do Serviço de Inteligência Secreta (MI6), para se infiltrar em uma polêmica academia corretiva para a descendência rebelde dos ultra-ricos. 

## Sobre
Alex Rider é baseada na obra homônima de Anthony Horowitz. A primeira temporada conseguiu repercussão expressiva e apelo do público, no mês de novembro de 2020 foi anunciado que ela ganharia uma segunda temporada, os novos episódios serão baseados na quarta temporada da saga Eagle Strike.   

## Elenco

### Principais
- Otto Farrant como Alex Rider
- Stephen Dillane como Alan
- Vicky McClure como Jones
- Andrew Buchan como Ian
- Brenock O'Connor como Tom
- Ronkẹ Adékoluẹjo como Jack
- Liam Garrigancomo Martin Wilby
- Ace Bhatti como John Crawley
- Thomas Levin como Yassen
- George Sear como Parker